# بربيت لحوي
بربيت لحوي (الاسم العلمي: Lybius dubius) (بالإنجليزية: Bearded Barbet)‏ هو نوع من الطيور يتبع جنس البربيت الأفريقي من الفصيلة البربيتية.

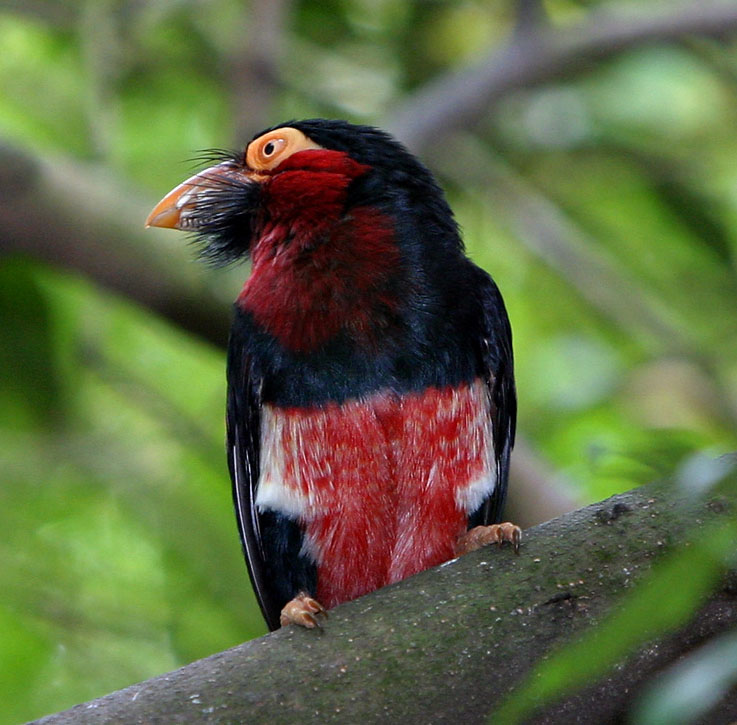
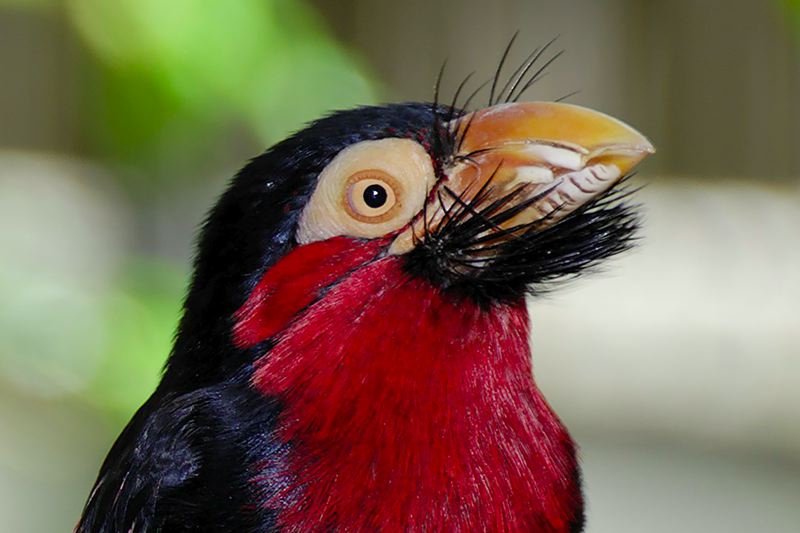
Head and "beard"
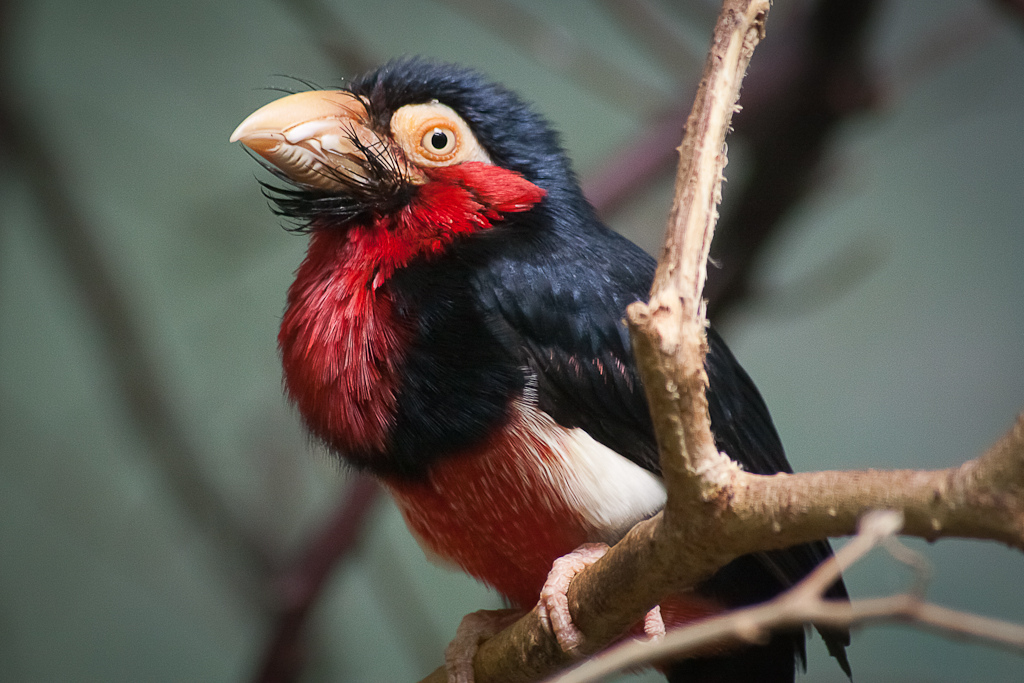
At Warsaw Zoo, Poland